# Nhan Thiện Nhân
Nhan Thiện Nhân (sinh năm 1969) là cựu cầu thủ bóng đá của đội An Giang và từng là huấn luyện viên đội Hùng Vương An Giang. Ông được gọi lên đội trẻ của tỉnh An Giang vào năm 17 tuổi và được đôn lên đội tuyển tỉnh vào năm 1988. Năm 1997, câu lạc bộ An Giang xuống hạng và ông Nhân bỏ nghề cầu thủ bóng đá. Năm 2005, Nhan Thiện Nhân hoàn tất chứng chỉ A dành cho HLV (chứng chỉ cao nhất của AFC), cũng như lấy được tấm bằng cử nhân TDTT, chuyên sâu bóng đá, để bước theo nghiệp HLV. Sau vài mùa bóng làm trợ lý cho các chiến lược gia lão làng như Joachim Fickert và Nguyễn Kim Hằng, đến mùa giải 2007, Nhan Thiện Nhân chính thức nhận chức HLV trưởng ngay từ đầu mùa bóng, với nhiệm vụ đưa An Giang trở lại sân chơi cao nhất của bóng đá Việt Nam. Một nhiệm vụ mà chính anh đã chờ đợi từ lâu, một cơ hội để chính anh thực hiện giấc mộng giúp đội chủ sân Long Xuyên thăng hạng sau đúng 10 năm tụt hạng.
Ngày 29 tháng 7 năm 2014, Nhan Thiện Nhân bị Ban kỷ luật Liên đoàn bóng đá Việt Nam phạt 5 triệu đồng và đình chỉ làm nhiệm vụ hai trận vì "phản ứng thái quá với trọng tài". Cùng ngày ông nộp đơn xin từ chức huấn luyện viên do câu lạc bộ An Giang có thành tích kém.